# Proceratium politum
Proceratium politum (лат.) — вид мелких муравьёв (Formicidae) из подсемейства Proceratiinae. Эндемики Новой Каледонии.

## Распространение
Океания. Остров Новая Каледония (к востоку от Австралии).

## Описание
Мелкие муравьи (длина 3,16 — 3,47 мм), гнездящиеся в почве. Тело гладкое и блестящее. Окраска от красноватой до жёлто-коричневой (самцы чёрные). Длина глаз составляет 0,04—0,05 мм. Усики 12-члениковые. Формула щупиков 2,2.

## Классификация
Относится к группе видов Proceratium silaceum clade вместе с Proceratium caledonicum и другими видами.